# Wereldkampioenschap superbike van Laguna Seca 2002
Het wereldkampioenschap superbike van Laguna Seca 2002 was de negende ronde van het wereldkampioenschap superbike 2002. De races werden verreden op 14 juli 2002 op Laguna Seca nabij Monterey, Californië, Verenigde Staten. Tijdens het weekend kwam enkel het WK superbike in actie, het wereldkampioenschap Supersport was niet aanwezig op het circuit.

## Superbike

### Race 1
| Pos | Nr  | Rijder               | Constructeur | Rondes | Tijd                | Grid | Punten |
| --- | --- | -------------------- | ------------ | ------ | ------------------- | ---- | ------ |
| 1   | 1   | Troy Bayliss         | Ducati       | 28     | 40:18.943           | 3    | 25     |
| 2   | 11  | Rubén Xaus           | Ducati       | 28     | +0.339              | 7    | 20     |
| 3   | 2   | Colin Edwards        | Honda        | 28     | +2.051              | 1    | 16     |
| 4   | 69  | Nicky Hayden         | Honda        | 28     | +2.588              | 11   | 13     |
| 5   | 100 | Neil Hodgson         | Ducati       | 28     | +4.104              | 2    | 11     |
| 6   | 32  | Eric Bostrom         | Kawasaki     | 28     | +11.734             | 5    | 10     |
| 7   | 120 | Aaron Yates          | Suzuki       | 28     | +17.661             | 6    | 9      |
| 8   | 155 | Ben Bostrom          | Ducati       | 28     | +23.752             | 8    | 8      |
| 9   | 52  | James Toseland       | Ducati       | 28     | +26.437             | 9    | 7      |
| 10  | 101 | Mat Mladin           | Suzuki       | 28     | +30.199             | 10   | 6      |
| 11  | 9   | Chris Walker         | Kawasaki     | 28     | +40.945             | 17   | 5      |
| 12  | 7   | Pierfrancesco Chili  | Ducati       | 28     | +41.007             | 12   | 4      |
| 13  | 110 | Doug Chandler        | Ducati       | 28     | +43.197             | 13   | 3      |
| 14  | 99  | Steve Martin         | Ducati       | 28     | +56.676             | 14   | 2      |
| 15  | 12  | Broc Parkes          | Ducati       | 28     | +1:07.030           | 21   | 1      |
| 16  | 6   | Peter Goddard        | Benelli      | 28     | +1:14.270           | 20   |        |
| 17  | 19  | Lucio Pedercini      | Ducati       | 28     | +1:14.624           | 15   |        |
| 18  | 30  | Alessandro Antonello | Ducati       | 28     | +1:19.892           | 26   |        |
| 19  | 46  | Mauro Sanchini       | Kawasaki     | 28     | +1:23.757           | 22   |        |
| 20  | 5   | Mark Heckles         | Honda        | 27     | +1 ronde            | 27   |        |
| 21  | 72  | Mark Miller          | Honda        | 27     | +1 ronde            | 29   |        |
| 22  | 68  | Bertrand Stey        | Honda        | 27     | +1 ronde            | 28   |        |
| DNF | 36  | Ivan Clementi        | Honda        | 20     | Uitgevallen         | 24   |        |
| DNF | 28  | Serafino Foti        | Ducati       | 17     | Uitgevallen         | 25   |        |
| DNF | 41  | Noriyuki Haga        | Aprilia      | 14     | Schade ongeluk      | 4    |        |
| DNF | 20  | Marco Borciani       | Ducati       | 9      | Uitgevallen         | 19   |        |
| DNS | 10  | Gregorio Lavilla     | Suzuki       | 0      | Niet gestart        | 16   |        |
| DNS | 17  | Miguel Duhamel       | Honda        | 0      | Niet gestart        | 18   |        |
| DNS | 16  | Anthony Gobert       | Yamaha       | 0      | Niet gestart        | 23   |        |
| DNQ | 23  | Jiří Mrkývka         | Ducati       | 0      | Niet gekwalificeerd |      |        |

### Race 2
| Pos | Nr  | Rijder               | Constructeur | Rondes | Tijd                | Grid | Punten |
| --- | --- | -------------------- | ------------ | ------ | ------------------- | ---- | ------ |
| 1   | 2   | Colin Edwards        | Honda        | 28     | 40:14.793           | 1    | 25     |
| 2   | 1   | Troy Bayliss         | Ducati       | 28     | +1.086              | 3    | 20     |
| 3   | 100 | Neil Hodgson         | Ducati       | 28     | +1.672              | 2    | 16     |
| 4   | 32  | Eric Bostrom         | Kawasaki     | 28     | +5.043              | 5    | 13     |
| 5   | 155 | Ben Bostrom          | Ducati       | 28     | +11.843             | 8    | 11     |
| 6   | 52  | James Toseland       | Ducati       | 28     | +25.747             | 9    | 10     |
| 7   | 7   | Pierfrancesco Chili  | Ducati       | 28     | +26.572             | 12   | 9      |
| 8   | 120 | Aaron Yates          | Suzuki       | 28     | +30.234             | 6    | 8      |
| 9   | 110 | Doug Chandler        | Ducati       | 28     | +39.344             | 13   | 7      |
| 10  | 9   | Chris Walker         | Kawasaki     | 28     | +47.673             | 17   | 6      |
| 11  | 99  | Steve Martin         | Ducati       | 28     | +55.463             | 14   | 5      |
| 12  | 12  | Broc Parkes          | Ducati       | 28     | +59.065             | 21   | 4      |
| 13  | 69  | Nicky Hayden         | Honda        | 28     | +1:06.996           | 11   | 3      |
| 14  | 6   | Peter Goddard        | Benelli      | 28     | +1:14.841           | 20   | 2      |
| 15  | 46  | Mauro Sanchini       | Kawasaki     | 28     | +1:19.063           | 22   | 1      |
| 16  | 19  | Lucio Pedercini      | Ducati       | 28     | +1:22.867           | 15   |        |
| 17  | 28  | Serafino Foti        | Ducati       | 28     | +1:23.356           | 25   |        |
| 18  | 20  | Marco Borciani       | Ducati       | 28     | +1:24.380           | 19   |        |
| 19  | 11  | Rubén Xaus           | Ducati       | 27     | +1 ronde            | 7    |        |
| 20  | 5   | Mark Heckles         | Honda        | 27     | +1 ronde            | 27   |        |
| 21  | 36  | Ivan Clementi        | Kawasaki     | 27     | +1 ronde            | 24   |        |
| 22  | 72  | Mark Miller          | Honda        | 27     | +1 ronde            | 29   |        |
| 23  | 68  | Bertrand Stey        | Honda        | 27     | +1 ronde            | 28   |        |
| DNF | 101 | Mat Mladin           | Suzuki       | 14     | Uitgevallen         | 10   |        |
| DNF | 41  | Noriyuki Haga        | Aprilia      | 13     | Ongeluk             | 4    |        |
| DNF | 30  | Alessandro Antonello | Ducati       | 3      | Uitgevallen         | 26   |        |
| DNS | 10  | Gregorio Lavilla     | Suzuki       | 0      | Niet gestart        | 16   |        |
| DNS | 17  | Miguel Duhamel       | Honda        | 0      | Niet gestart        | 18   |        |
| DNS | 16  | Anthony Gobert       | Yamaha       | 0      | Niet gestart        | 23   |        |
| DNQ | 23  | Jiří Mrkývka         | Ducati       | 0      | Niet gekwalificeerd |      |        |

## Tussenstanden na wedstrijd

### Superbike
| Pos | Nr  | Rijder        | Team    | Punten |
| --- | --- | ------------- | ------- | ------ |
| 1   | 1   | Troy Bayliss  | Ducati  | 405    |
| 2   | 2   | Colin Edwards | Honda   | 352    |
| 3   | 100 | Neil Hodgson  | Ducati  | 221    |
| 4   | 155 | Ben Bostrom   | Ducati  | 184    |
| 5   | 41  | Noriyuki Haga | Aprilia | 182    |

1995 · 1996 · 1997 · 1998 · 1999 · 2000 · 2001 · 2002 · 2003 · 2004 · 2013 · 2014 · 2015 · 2016 · 2017 · 2018 · 2019